# 拉氏鯔
拉氏鯔為輻鰭魚綱鯔形目鯔科的其中一種，分布於東南太平洋的加拉巴哥群島及秘魯海域，體長可達61公分，棲息在沿岸海域，以浮游生物為食，可做為食用魚。

## 擴展閱讀
維基物種上的相關：拉氏鯔